# Ʌ́
Cette page contient des caractères spéciaux ou non latins. S’ils s’affichent mal (▯, ?, etc.), consultez la page d’aide Unicode.
Ʌ́ (minuscule : ʌ́), appelé V culbuté accent aigu, est un graphème utilisé dans l’écriture de certaines langues africaines comme le dan de l’Est, le goo ou le themne, ou de certaines langues amérindiennes comme l’oneida. Il s’agit de la lettre V culbuté diacritée d’un accent aigu.

## Utilisation
Le ‹ Ʌ́, ʌ́ › est généralement utilisé pour représenter la même voyelle que ‹ Ʌ, ʌ › mais l’accent aigu indique le ton haut.
En themne, ‹ Ʌ́, ʌ́ › peut être utilisé lorsque les tons sont indiqués, mais il ne le sont habituellement pas.
En oneida, ‹ Ʌ́, ʌ́ › note la voyelle ‹ Ʌ, ʌ › avec l’accent tonique.

## Représentations informatiques
Le V culbuté accent aigu peut être représenté avec les caractères Unicode suivants :
- décomposé (latin étendu B, alphabet phonétique international, diacritiques) :

| formes    | représentations | chaînes de caractères | points de code | descriptions                                              |
| --------- | --------------- | --------------------- | -------------- | --------------------------------------------------------- |
| capitale  | Ʌ́               | Ʌ◌́                    | U+0245 U+0301  | lettre majuscule latine v culbuté diacritique accent aigu |
| minuscule | ʌ́               | ʌ◌́                    | U+028C U+0301  | lettre minuscule latine v culbuté diacritique accent aigu |

## Sources
- Rhonda L. Hartell, « Themne, Sierra Leone », Alphabets of Africa, 1993.
- « Oneida alphabet and symbols used », sur Oneida Language.ca (consulté le 8 mars 2018)